# Jamil Lucumí
Jamil Lucumí (Colombia; 4 de octubre de 1997) es un futbolista colombiano. Juega como defensa.

## Clubes
| Club                | País     | Año               |
| ------------------- | -------- | ----------------- |
| Quarteirense        | Portugal | 2017              |
| Armacenenses        | Portugal | 2017              |
| Loures              | Portugal | 2018              |
| Jaguares de Córdoba | Colombia | 2019              |
| CD Rabo de Peixe    | Portugal | 2021 - Actualidad |